# Damnica (gemeente)
De gemeente Damnica is een landgemeente in het Poolse woiwodschap Pommeren, in powiat Słupski.
De gemeente bestaat uit 15 administratieve plaatsen solectwo: Bięcino, Bobrowniki, Damnica, Damno, Dąbrówka, Domaradz, Karżniczka, Łebień, Mianowice, Sąborze, Stara Dąbrowa, Strzyżyno, Święcichowo, Wielogłowy, Zagórzyca
Overige plaatsen: Budy, Dębniczka, Domanice, Głodowo, Jeziorka, Łężyca, Łojewo, Mrówczyno, Paprzyce, Skibin, Świtały, Wiatrowo, Wiszno, Zagórzyczki
De zetel van de gemeente is in Damnica.
Op 30 juni 2004 telde de gemeente 6302 inwoners.

## Oppervlakte gegevens
In 2002 bedroeg de totale oppervlakte van gemeente Damnica 167,81 km², waarvan:
- agrarisch gebied: 64%
- bossen: 29%

De gemeente beslaat 7,28% van de totale oppervlakte van de powiat.

## Demografie
Stand op 30 juni 2004:
| Omschrijving                   | Totaal | Totaal | Vrouwen | Vrouwen | Mannen | Mannen |
| ------------------------------ | ------ | ------ | ------- | ------- | ------ | ------ |
| eenheid                        | aantal | %      | aantal  | %       | aantal | %      |
| inwoners                       | 6302   | 100    | 3109    | 49,3    | 3193   | 50,7   |
| bevolkingsdichtheid (inw./km²) | 37,6   | 37,6   | 18,5    | 18,5    | 19     | 19     |

In 2002 bedroeg het gemiddelde inkomen per inwoner 1454,19 zł.